# Aquatic Contractors & Engineers
Aquatic Contractors & Engineers was een pijpenlegbedrijf dat werd opgericht door Pat Tesson als onderdeel van Gurtler Hebert. Het specialiseerde zich in reel-lay. In 1968 werd Aquatic overgenomen door Fluor Ocean Services.
Het reel-lay-principe werd ontwikkeld in samenwerking met de California Company (Calco), onderdeel van Standard Oil of California (Socal). In 1961 liet Aquatic het landingsschip voor tanks LST-270 ombouwen tot het ponton U-303 met een horizontaal reel lay-pijpenlegsysteem, een methode vergelijkbaar met die werd gebruikt in de Tweede Wereldoorlog tijdens Operatie Pluto. In plaats van de conventionele methode van pijpenleggen waarbij pijpsecties aan boord aan elkaar werden gelast, werd hier de pijpleiding aan de wal gelast en opgespoeld op een grote haspel die daarna op zee weer werd afgespoeld. Zo werd op 1 september 1961 voor Standard Oil Company of Texas, onderdeel van Socal, de eerste pijpleiding in de Golf van Mexico gelegd volgens deze methode.
Na overname door Fluor werd het in 1970 onderdeel van de Ryan and Aquatic Division met de eveneens overgenomen Ryan Contracting Company. Het reel-concept werd daarna gebruikt bij de Fluor R.B. 2 en een reeks van latere schepen.